# Себастьян де ла Квадра
Себастьян де ла Квадра-і-Льярена (ісп. Sebastián de la Cuadra y Llarena), 1-й маркіз Вільяріас (19 січня 1687 – 23 квітня 1766) – іспанський державний діяч, державний секретар (глава уряду) від 1736 до 1746 року за часів правління Філіпа V.

## Життєпис
Квадра був третім сином керівника комарки Лас-Енкартасьйонес. 1700 року виїхав до Мадрида, де здобув покровительство майбутнього державного секретаря Хосе де Грімальдо. 1719 року отримав пост мера Мускіса, втім туди він не поїхав а халишився в Мадриді. У баскському містечку його представляв рідний брат Августин. 1730 року став кавалером військового ордена Сантьяго.
1736 року Себастьян де ла Квадра очолив уряд після смерті Хосе Патіньйо. Від 1741 року він одночасно очолював юридичний департамент. Наприкінці його врядування Іспанія брала участь у війні через вухо Дженкінса проти Великої Британії, а також у війні за австрійську спадщину в Італії. 
1744 року де ла Квадра став співзасновником Королівської академії витончених мистецтв Сан-Фернандо.